# LaFayette (Nueva York)
LaFayette es un pueblo ubicado en el condado de Onondaga en el estado estadounidense de Nueva York. En el año 2000 tenía una población de 4,833 habitantes y una densidad poblacional de 47.5 personas por km².

## Geografía
LaFayette se encuentra ubicado en las coordenadas 42°54′45″N 76°6′22″O / 42.91250, -76.10611.

## Demografía
Según la Oficina del Censo en 2000 los ingresos medios por hogar en la localidad eran de $50,179 y los ingresos medios por familia eran $60,523. Los hombres tenían unos ingresos medios de $40,341 frente a los $30,435 para las mujeres. La renta per cápita para la localidad era de $24,591. Alrededor del 5.1% de la población estaban por debajo del umbral de pobreza.